# يان كيرمورجانت
يان كيرمورجانت (بالفرنسية: Yann Kermorgant) مواليد 8 نوفمبر 1981 في فان، هو لاعب كرة قدم فرنسي يلعب مع نادي بورنموث كمهاجم.

## مرحلة الشباب

### أندية لعب لها
- نادي رين

## المسيرة الاحترافية

### أندية لعب لها
- نادي فان
- نادي تشاتيليراولت
- نادي غرونوبل
- نادي ستاد ريمس
- ليستر سيتي
- نادي تشارلتون أتلتيك
- نادي بورنموث

## روابط خارجية
- يان كيرمورجانت على موقع قاعدة بيانات كرة القدم.إي يو (الإنجليزية)
- يان كيرمورجانت على موقع Soccerbase.com (لاعب) (الإنجليزية)
- يان كيرمورجانت على موقع Soccerway.com (الإنجليزية)
- يان كيرمورجانت على موقع عالم كرة القدم.نت (الإنجليزية)
- يان كيرمورجانت على موقع AS.com (الإسبانية)